# 슈퍼 마리오 Wii 2 갤럭시 어드벤처 투게더
《슈퍼 마리오 Wii 2 갤럭시 어드벤처 투게더》는 닌텐도가 제작한 2010년 플랫폼 게임이다. 《슈퍼 마리오》 시리즈에 속하는 작품으로 2007년의 《슈퍼 마리오 Wii 갤럭시 어드벤처》의 후속작이다. Wii 플랫폼으로 개발됐으며 전세계에서 2010년, 대한민국에서 2011년에 출시됐으며 원제는 《슈퍼 마리오 갤럭시 2》이다. 전작과 마찬가지로 피치 공주를 납치하고 파워스타와 그랜드스타를 이용해 우주를 지배하려는 쿠파를 쫓아 우주 공간에서 모험을 하는 이야기를 다뤘다.
《갤럭시 어드벤처 투게더》는 본래 전작 《갤럭시 어드벤처》의 개선판 "슈퍼 마리오 갤럭시 모어"로 기획됐으나 개발진이 무수히 많은 발상을 게임에 적용하면서 완전 신작으로 제작하기로 방향을 틀었다. 때문에 개발기간이 늘어나 총 2년 반 동안 제작됐다. 본작에 도입된 신요소로 동적인 스테이지 환경, 신 파워업 및 요시 추가가 있다.
출시 당시 《갤럭시 어드벤처 투게더》는 게임언론으로부터 긍정적인 평가를 받았으며 창의성, 레벨 디자인, 게임플레이, 음악과 기술적 향상 등을 꼽아 전작과 대등하거나 능가하는 작품이라 호평을 얻었다. 한편 고난이도에 대한 비판이 일부 있었다. 전세계 판매량은 700만 장 이상으로 역대 가장 많이 팔린 Wii 게임 14위에 들었다.

## 스토리
피치에게 초대받은 마리오는 피치성에 가다가 쿠파에게 납치당한 피치 공주를 보게 되고, 그 주변에 있는 치코들의 도움을 받아 우주로 간다. 우주로 간 마리오는 한 번의 갤럭시 투어(하늘 섬 갤럭시 - 작은 별의 말썽꾸러기)를 하게 되며, 갤럭시 투어가 끝나고 치코 '루바'를 만나게 된다. 마리오는 납치당한 피치공주를 찾기 위해 '루바'와 거래를 하게 되는데, 루바는 갤럭시들의 파워스타를 되찾아 달라고 요청하고, 마리오는 이를 승낙한다. 그 후 마리오는 자신의 얼굴을 닮은 이동형 행성 '마리오호'의 캡틴을 맡게 되고, 이후 마리오의 여정이 시작되게 된다.

## 특징
기본적인 틀은 전작인 슈퍼 마리오 갤럭시와 비슷하다. 그러나 몇가지 추가된 점들이 많다.
- 요시의 추가와 요시 전용 아이템들

- 구름마리오와 같은 새로운 파워업들

- 그린 혜성 (추가 컨텐츠)

- 스타구슬의 변경점으로 1-UP을 위해 필요한 구슬의 갯수가 50개에서 100개로 늘어났다.

## 참조

### 주해
1. ↑  일본어: スーパーマリオギャラクシー2, 영어: Super Mario Galaxy 2